# 高井有一
高井 有一（たかい ゆういち、1932年4月27日 - 2016年10月26日）は、日本の小説家。内向の世代の作家の一人。本名は田口哲郎（たぐち てつお）。日本芸術院会員。
祖父は角館町出身の小説家だった田口掬汀（たぐち きくてい）、父は画家の田口省吾（しょうご）、妻はジャーナリストの中村輝子。

## 来歴・人物
父田口省吾、母信子の長男として、東京府北豊島郡長崎町（現・東京都豊島区）に生まれる。1943年祖父、父があいついで死去。1945年母妹とともに秋田県へ疎開するが、11月に母が死去し、母方の叔父最上孝敬に引き取られる。成蹊高等学校で中村草田男の授業を受け、1951年成蹊大学に進学した。1952年に早稲田大学第二文学部英文学科に編入し、1955年に卒業した。文学サークル「現代文学会」で活動、かたわら大学の広報誌「早稲田学報」の編集助手を務める。その頃の学友には、生島治郎、青木雨彦、長部日出雄らがいた。
共同通信社文化部記者として勤務する傍ら、1964年7月、同人雑誌『犀』の創刊に参加。1965年4月に「夏の日の影」を発表し、同人の立原正秋、加賀乙彦、後藤明生らの知遇を得る。1965年10月に『犀』に発表した「北の河」で、1965年度下半期の芥川龍之介賞を受賞する。1975年に共同通信社を退社、作家専業となる。
1977年から発行された季刊誌『文体』（平凡社）で、古井由吉、坂上弘、後藤明生とともに責任編集者を務めた。1984年、共同通信社の同僚だった中村輝子と結婚。
1996年日本芸術院会員。2000年より2002年まで日本文芸家協会理事長。2008年日本近代文学館理事長。坪田譲治文学賞選考委員。
2016年10月26日、心不全のため死去。84歳没。

## 受賞歴
- 1966年に『北の河』で芥川龍之介賞受賞。
- 1977年に祖父の田口掬汀の生涯を描いた『夢の碑』で芸術選奨文部大臣賞受賞。
- 1984年に『この国の空』で谷崎潤一郎賞受賞。
- 1990年に『夜の蟻』で読売文学賞受賞。
- 1992年に立原正秋の生涯を描いた『立原正秋（せいしゅう）』で毎日芸術賞受賞。
- 1999年に『高らかな挽歌』で大佛次郎賞受賞。
- 2002年に『時の潮』で野間文芸賞受賞。

## 著作
- 『北の河』文藝春秋 1966 のち文春文庫、小学館 2020※
- 『一人だけの部屋』文藝春秋 1967
- 『少年たちの戦場』文藝春秋 1968 のち旺文社文庫、講談社文芸文庫※
- 『夜明けの土地』新潮社 1968 のち集英社文庫
- 『谷間の道』文藝春秋 1969
- 『雪の涯の風葬』新潮社 1970
- 『遠い日の海』講談社 1972 のち講談社文庫※
- 『高井有一集　新鋭作家叢書』 河出書房新社 1972
- 『朝の水』筑摩書房 1973
- 『虫たちの棲家』文藝春秋 1973 のち集英社文庫
- 『夢の碑』新潮社 1976
- 『暮れ方の森にて』ロングセラーズ 1976
- 『冬の明り』集英社 1977
- 『観察者の力』筑摩書房 1977
- 『裸木』平凡社 1979
- 『青梅』集英社 1980
- 『真実の学校』新潮社 1980
- 『海の入り日』平凡社 1981
- 『この国の空』新潮社 1983、のち文庫※
- 『俄瀧』福武書店 1984
- 『薔薇の寝床』中央公論社 1985
- 『塵の都に』講談社 1988
- 『夜の蟻』筑摩書房 1989、のち文庫
- 『愛日』講談社 1994
- 『立原正秋』新潮社 1991、のち文庫※
- 『昭和の歌 私の昭和』講談社 1996
- 『作家の生き死』角川書店 1997
- 『高らかな挽歌』新潮社 1999、のち文庫
- 『半日の放浪 高井有一自選短篇集』講談社文芸文庫 2003※
- 『時の潮』講談社 2002、のち講談社文芸文庫※
- 『夢か現か』筑摩書房 2006
- 『時のながめ』新潮社 2015※

※は電子出版（Kindle版ほか）で再刊